# 2014年ソチオリンピックのイラン選手団
2014年ソチオリンピックのイラン選手団（2014ねんソチオリンピックのイランせんしゅだん）は、2014年2月7日から23日までロシアのソチで開催されたソチオリンピックイラン選手団の名簿。

## 選手団
- 人員: 選手 5人
- 開会式旗手: ホセイン・サベシェムシャキ

## アルペンスキー
- モハンマド・キヤダルバンドサリ

男子大回転 (51位、3:02.13)
男子回転 (30位、1:58.87)
- ホセイン・サベシェムシャキ

男子大回転 (55位、3:05.22)
男子回転 (31位、1:59.36)
- フォルーグ・アバッスイ

女子回転 (48位、2:35.69)

## クロスカントリースキー
- セイエド・セイド

男子15kmクラシカル (79位、47:16.1)
- ファルザネ・レザソルターニ

女子10kmクラシカル (73位、42:31.3)